# Dobra (gmina, Petite-Pologne)
Dobra (prononciation : [ˈdɔbra]) est une gmina rurale du powiat de Limanowa, Petite-Pologne, dans le sud de la Pologne. Son siège est le village de Dobra, qui se situe environ 13 km à l'ouest de Limanowa et 45 km au sud-est de la capitale régionale Cracovie.
La gmina couvre une superficie de 109,05 km2 pour une population de 9 322 habitants.

## Géographie
La gmina inclut les villages de Chyszówki, Dobra, Gruszowiec, Jurków, Półrzeczki, Porąbka, Przenosza, Skrzydlna, Stróża, Wilczyce et Wola Skrzydlańska.
La gmina borde les gminy de Jodłownik, Kamienica, Mszana Dolna, Słopnice, Tymbark et Wiśniowa.